# 毕宿四
毕宿四，即金牛座γ（γ Tau，γ Tauri）是一颗位于金牛座的恒星，它是离太阳系最近的疏散星团——毕宿星团的成员之一。它和毕宿星团的其他亮星以及附近的毕宿五一起组成金牛座的头部。

## 特征
毕宿四是一颗G8型或K0型巨星，视星等为+3.65。它距离毕宿星团的中心仅有2.5秒差距。这颗恒星已经度过主序星阶段，现在膨胀成为红巨星，核心使用氦核聚变来提供能量。它的年龄估计介于4.3亿年至5.3亿年之间。相对的，毕宿星团的年龄约为6.25亿年，存在0.5亿年的误差。
天文学家对毕宿四的视差测量为21.17±1.17角分，据此计算出它距离地球约154光年（47秒差距）。毕宿四的角直径已经为威尔逊山天文台的高分辨率天文中心（CHARA array）所测量，它的精度为+/- 2%。通过对毕宿四周边昏暗效应的校正，计算出恒星的半径约是太阳半径的13.4倍。毕宿四的光度是太阳光度的85倍，质量是太阳质量的2.7倍，表面温度约为4970K。

## 命名
在中国古代星官系统中，毕宿四属于西方白虎七宿中毕宿第四星，这也是毕宿四名字的来由。
它的西方传统名字为Hyadum I，在拉丁语中是“毕宿星团第一星”的意思。
毕宿四的拜耳命名法为金牛座γ，佛氏命名为金牛座54，HD星表中编号第27371，依巴谷星表编号第20205。